# Chorebus trjapitzini
Chorebus trjapitzini är en stekelart som beskrevs av Vladimir Ivanovich Tobias 1986. Chorebus trjapitzini ingår i släktet Chorebus och familjen bracksteklar. Inga underarter finns listade i Catalogue of Life.